# Ширман, Симон Хунович
Си́мон Ху́нович Ши́рман (англ. Simon Shirman; род. 27 февраля 1948, Кишинёв) — молдавско-российский джазовый музыкант (саксофонист, скрипач), композитор, бэндлидер.

## Биография
Родился в Кишинёве в семье известного джазового музыканта Гарри Ширмана. В 1971 году окончил Кишинёвский институт искусств имени Г. Музическу по классу скрипки и самостоятельно освоил саксофон. В 1969—1975 годах работал в Молдавском симфоническом оркестре, в 1976—1979 годах — был концертмейстером группы струнных инструментов в оркестре Кишинёвского театра оперы и балета.
В 1980 году Симон Ширман организовал в Кишинёве джаз-квартет «Кварта» — первый камерный джазовый коллектив в Молдавской ССР, в котором также начинался творческий путь Михаила Альперина и Яна Лемперта. Квартет выступил с новаторской этно-джазовой программой импровизаций на основе молдавских народных мелодий («Молдовеняска», «Молдавский триптих», пьеса «Гилабауа» и другие композиции), уже как трио «Кварта» с Михаилом Альпериным (фортепиано) и Яном Лемпертом (ударные, контрабас) выступил на VIII Московском фестивале джазовой музыки и принял участие в записи фестивальной грампластинки «Джаз-82» (1983).
С 1983 года выступал в дуэте с пианистом Михаилом Альпериным в Москве и одновременно оба в 1984 году вошли в состав джаз-рок ансамбля «Арсенал» Алексея Козлова, участвовали в записи альбомов «Пульс» и «Второе дыхание» (С. Ширман — сопрано и тенор-саксофоны, скрипка). С 1986 года играл в камерном джаз-ансамбле «Полюс» (в котором начиналась эстрадная карьера Аллы Перфиловой). С 1991 года — в США (Нью-Джерси), гастролирует в составе различных коллективов (с пианистом Анатолием Кроллом, Omnium Band).
Симон Ширман — автор джазовых композиций для саксофона, скрипки и народных флейт: сюиты в семи частях, 11 каприсов, 4 дуэтов, импровизационных скетчей, пьес.